# Himmerstall
Himmerstall ist ein Gemeindeteil der Stadt Wassertrüdingen im Landkreis Ansbach (Mittelfranken, Bayern). Himmerstall liegt in der Gemarkung Fürnheim.

## Geographie
Südlich des Weilers entspringt der Forstgraben, ein rechter Zufluss der Wörnitz. Im Südwesten grenzt das Auchtfeld an, 1 km nordwestlich erhebt sich der Königsberg (514 m ü. NHN). Die Kreisstraße AN 47 führt nach Frankenhofen (2,1 km nordwestlich) bzw. nach Fürnheim (2 km östlich). Eine Gemeindeverbindungsstraße führt nach Goschenhof (1,1 km südöstlich).

## Geschichte
Die Fraisch über Himmerstall war umstritten. Sie wurde sowohl vom ansbachischen Oberamt Wassertrüdingen als auch vom oettingen-spielbergischen Oberamt Aufkirchen beansprucht. Die Reichsstadt Dinkelsbühl wollte sie auf ihren Gütern geltend machen. Einen Gemeindeherrn hatte der Ort nicht. Gegen Ende des 18. Jahrhunderts bestand der Ort aus sechs Anwesen und einem Gemeindehirten- und schäferhaus. Grundherren waren das ansbachische Verwalteramt Röckingen (1 Hof), das Fürstentum Oettingen-Spielberg (Verwalteramt Dornstadt: 1 Hof; Katholisches Oberamt Oettingen: 2 Höfe, 1 Häuslein) und das Spital der Reichsstadt Dinkelsbühl (1 Gut).
Infolge des Gemeindeedikts wurde Himmerstall 1809 dem Steuerdistrikt und der Ruralgemeinde Fürnheim zugeordnet. Im Zuge der Gebietsreform in Bayern wurde Himmerstall am 1. Mai 1978 nach Wassertrüdingen eingemeindet.

## Einwohnerentwicklung
| Jahr      | 001818 | 001861 | 001871 | 001885 | 001900 | 001925 | 001950 | 001961 | 001970 | 001987 |
| Einwohner | 46     | 58     | 63     | 61     | 67     | 61     | 63     | 48     | 41     | 46     |
| Häuser    | 12     |        |        | 12     | 12     | 10     | 14     | 9      |        | 7      |
| Quelle    | [ 10 ] | [ 11 ] | [ 12 ] | [ 13 ] | [ 14 ] | [ 15 ] | [ 16 ] | [ 17 ] | [ 18 ] | [ 1 ]  |

## Religion
Der Ort ist seit der Reformation evangelisch-lutherisch geprägt und bis heute nach St. Nikolaus (Fürnheim) gepfarrt. Die Einwohner römisch-katholischer Konfession sind nach St. Rufus (Hausen) gepfarrt.